# Li Shaojie
Li Shaojie (né le 26 novembre 1975) est un athlète chinois, spécialiste du lancer du disque.

## Biographie
En 1998, il remporte la médaille d'or du lancer du disque des championnats d'Asieet des Jeux asiatiques. Il détient le record de Chine du lancer du disque avec 65,16 m, établi le 7 mai 1996 à Nanjing.

### Palmarès
| Date | Compétition                | Lieu         | Résultat | Épreuve          | Performance |
| ---- | -------------------------- | ------------ | -------- | ---------------- | ----------- |
| 1998 | Championnats d'Asie        | Fukuoka      | 1er      | Lancer du disque | 60,28 m     |
| 1998 | Jeux asiatiques            | Bangkok      | 1er      | Lancer du disque | 64,58 m     |
| 1998 | Coupe du monde des nations | Johannesburg | 7e       | Lancer du disque | 61,37 m     |

### Records
| Épreuve          | Performance | Lieu   | Date       |
| ---------------- | ----------- | ------ | ---------- |
| Lancer du disque | 65,16 m     | Nanjin | 7 mai 1996 |